# گنج‌آباد (جرقویه)
گنج‌آباد (جرقویه)، روستایی از توابع بخش مرکزی شهرستان جرقویه در استان اصفهان ایران است.

## جمعیت
این روستا در دهستان جرقویه سفلی قرار دارد و براساس سرشماری مرکز آمار ایران در سال ۱۳۸۵، جمعیت آن ۱۱۹ نفر (۳۹خانوار) بوده‌است.